# Dream League Soccer
Dream League Soccer este o serie de jocuri video de fotbal dezvoltată de studioul britanic First Touch Games și concepută pentru Android și iOS.
Lansată inițial pe 6 mai 2011 sub numele de „First Touch Soccer”, numele seriei a fost schimbat la forma actuală după doi ani De atunci au fost lansate mai multe ediții, toate sub numele „DLS”. Cea mai recentă ediție este DLS 2023, cunoscută și sub numele de DLS 23, lansată pe 1 decembrie 2022.

## Vedetele de pe copertă copertă[3]
- Dream League Soccer - niciunul
- Dream League Soccer 16 - Diego Costa și  Aaron Ramsey
- Dream League Soccer 17 - Diego Costa și  Aaron Ramsey
- Dream League Soccer 18 - Gareth Bale și  Andrés Iniesta
- Dream League Soccer 19 - Gareth Bale
- Dream League Soccer 20 - Luis Suárez și  Gareth Bale
- Dream League Soccer 21 - Roberto Firmino și  Kevin De Bruyne
- Dream League Soccer 22 - Kevin De Bruyne și  Sergiño Dest
- Dream League Soccer 23 - Kevin De Bruyne și  Achraf Hakimi